# Blanche Richard
Blanche Richard, née en 1884 et morte le 25 juin 1971 à Genève, est la première femme à accéder à la magistrature judiciaire en Suisse.

## Biographie
Eugène Richard (en), magistrat suisse, professeur à l'université de Genève et conseiller d'État de 1889 à 1900, président du Conseil des États en 1914 est son père. Blanche Richard s'intéresse très jeune aux enfants en difficulté sociale et judiciaire.  Elle suit les cours de Georges Heuyer à Paris avant de fonder en 1930, à Genève, la maison des Charmilles qui a encore en 2016 pour vocation d'accueillir des enfants en difficulté.
De 1936 à 1960 elle est juge assesseure à la Chambre pénale de l'enfance à Genève, ce qui en fait la première femme magistrate judiciaire de Suisse. Son élection est l'occasion de controverses concernant le mode d'élection des juges qui permettait à une femme d'être élue sans disposer du droit de vote. 
Investie dans la vie publique genevoise, elle est également, pendant dix-huit années, présidente des travailleurs sociaux de Genève et contribue régulièrement aux journaux locaux, notamment au Journal de Genève,.
En 1965, elle publie un roman intitulé Toi! Jean-Claude dans lequel elle évoque le parcours d'un jeune enfant, de ses premiers cambriolages à la fomentation d'un crime qu'il ne commet finalement pas. Le livre offre à l'autrice l'occasion de proposer une réflexion sur les raisons qui poussent certains enfants à la délinquance.
Elle est décédée en juin 1971 et est inhumée au cimetière des rois à Genève.